# 森林前诺伊基兴
森林前诺伊基兴是德国巴伐利亚州的一个市镇。总面积24.30平方公里，总人口2711人，其中男性1356人，女性1355人（2011年12月31日），人口密度112人/平方公里。